# Neues Trierisches Jahrbuch
Das Neue Trierische Jahrbuch ist ein seit 1961 erscheinendes Periodikum zu Geschichte, Kunst und Kultur von Kurfürstentum und Stadt Trier. Es wird vom Verein „Trierisch e. V.“ herausgegeben. Seine Vorgänger waren  „Trier und das Reich“ (1939) und „Trierisches Jahrbuch“ (1950 bis 1960). 1961 kam es zu einer Aufspaltung. Seitdem gab die Stadtbibliothek Trier in Zusammenarbeit mit der Gesellschaft für nützliche Forschungen zu Trier das wissenschaftlich orientierte Kurtrierische Jahrbuch heraus, während der Heimatverein mit dem „Neuen Trierischen Jahrbuch“ eher die Bereiche Brauchtum, Mundart und Zeitgeschehen abdeckte.
Zu den Redaktionsmitgliedern zählen u. a. Lukas Clemens, Stephan Laux, Andreas Tacke, Norbert Franz und Michael Embach. Von 1965 bis 1989 war Claus Zander Schriftleiter, derzeit leitet Udo Fleck die Redaktion.